# Stadio San Francesco d'Assisi
Lo stadio San Francesco di Nocera Inferiore è un impianto sportivo polivalente che sorge nella zona orientale della città. È dedicato a san Francesco. È sede della prima squadra di calcio cittadina, la Nocerina. È lo stadio più grande dell'Agro nocerino-sarnese ed uno degli storici impianti dell'Italia, essendo stato utilizzato per il calcio per la prima volta il 1º novembre 1914.
All'ingresso dello stadio sono presenti due lapidi: una riguarda l'intitolazione dell'impianto; l'altra fu posta in memoria di cinque ragazzi di Castel San Giorgio morti per seguire la Nocerina in trasferta a Livorno nella stagione 1981-82. Si tratta di: Gennaro Corvino, Giuseppe Salvati, Vincenzo Settembre, Antonio Vaccaro e Matteo Fiorillo.

## Storia

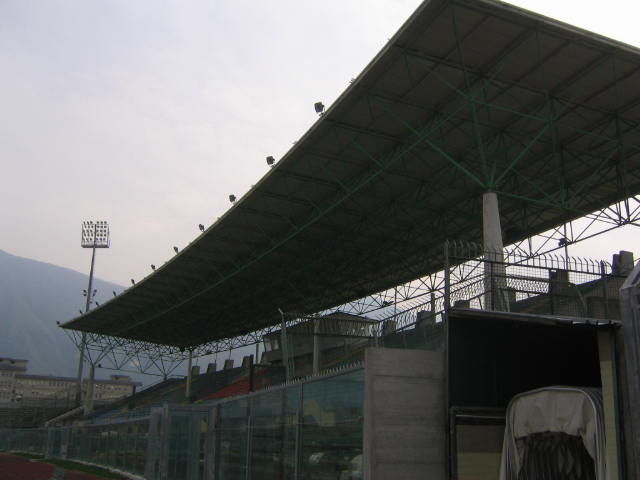
La tribuna

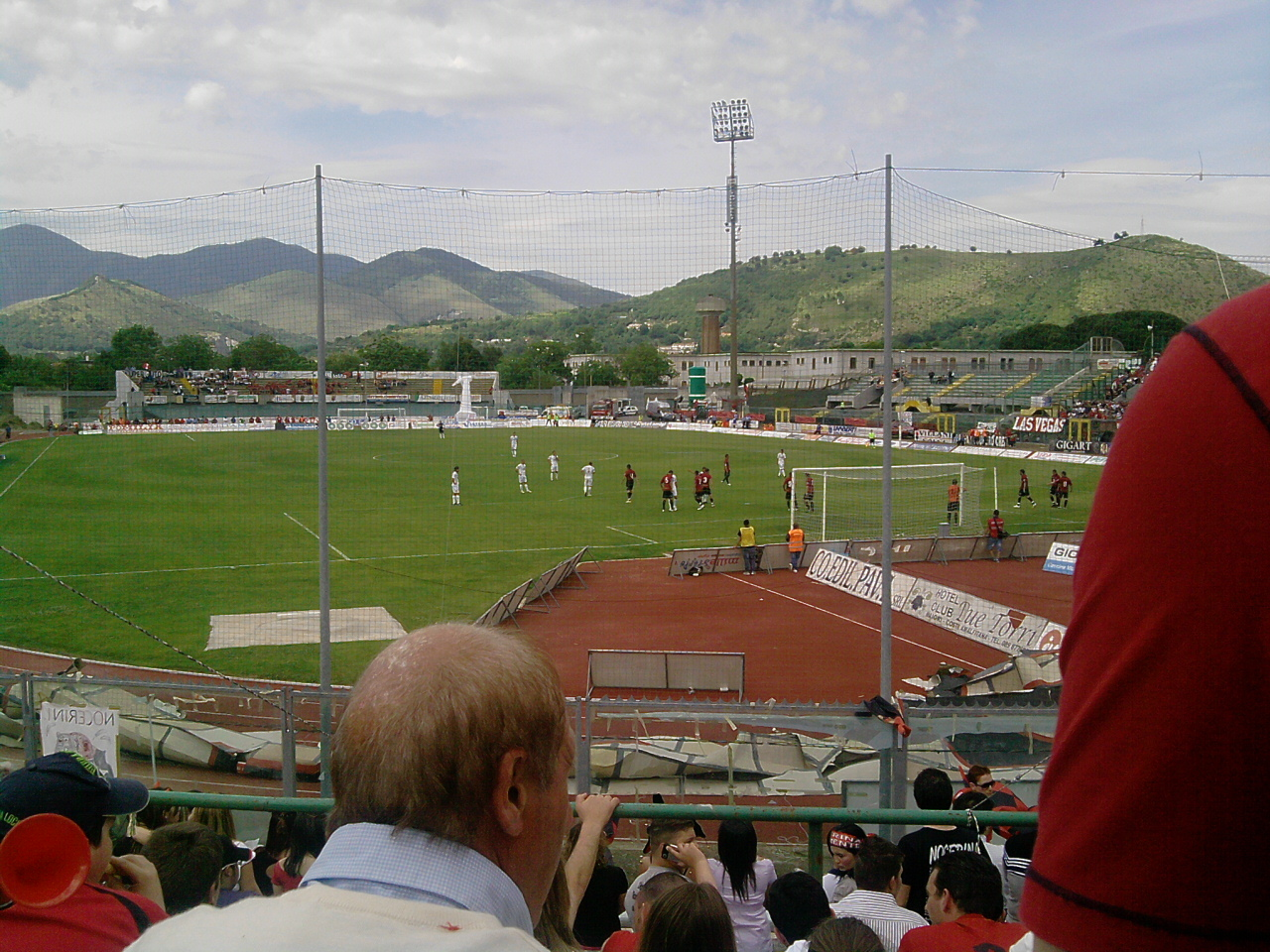
Vista del terreno di gioco dalla Curva sud durante - Lanciano del 15 maggio 2011.

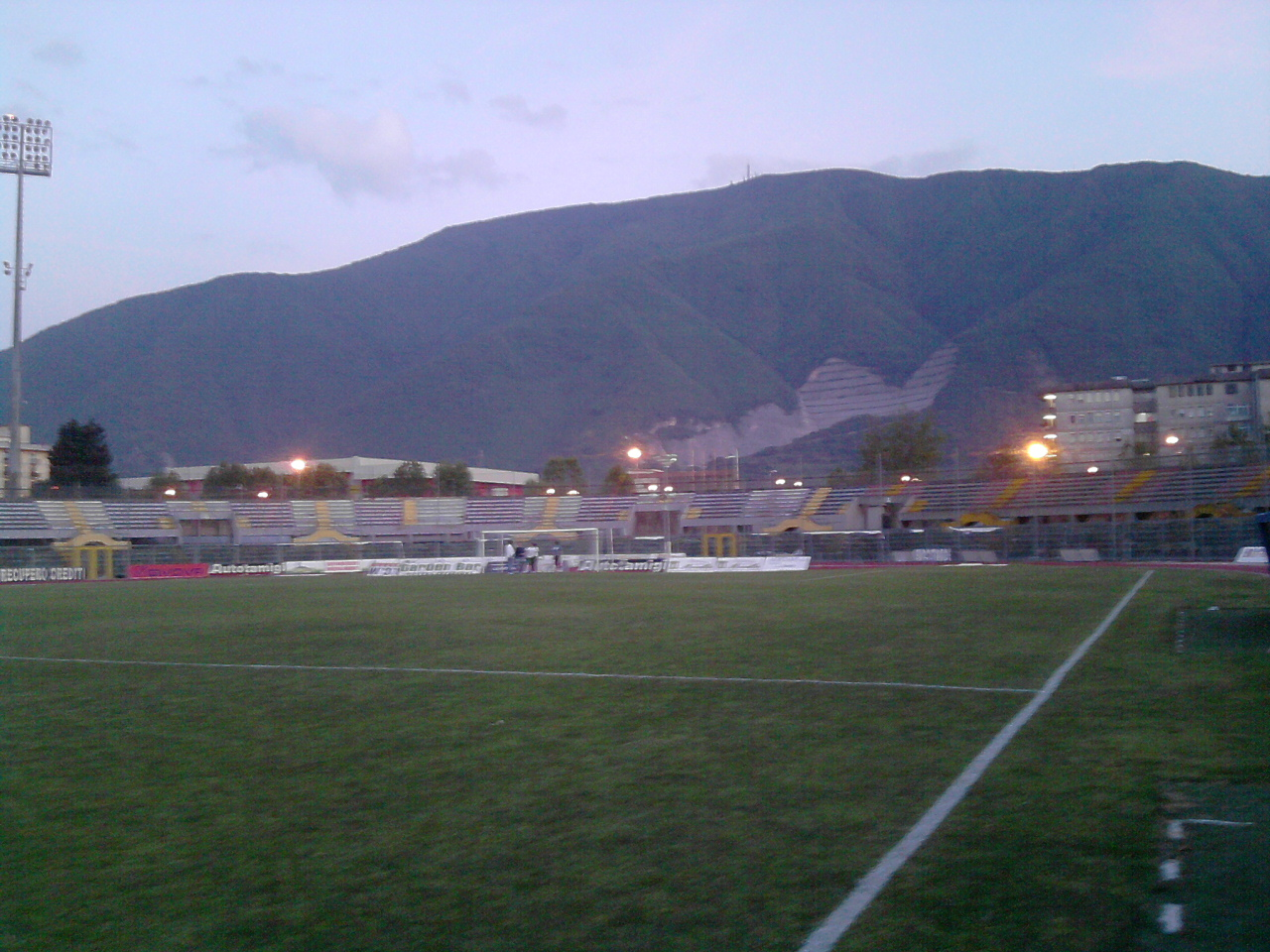
La Curva Sud vista dal terreno di gioco

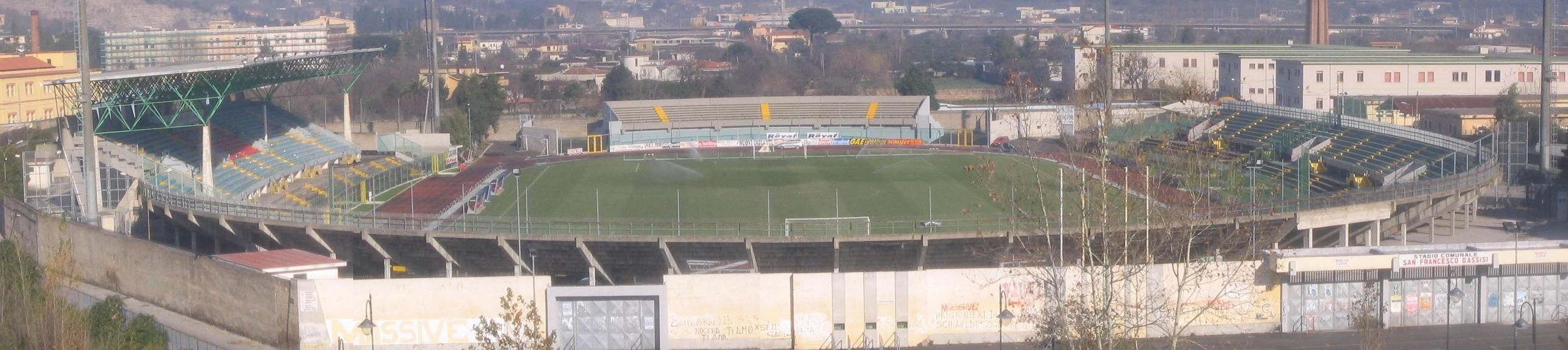
L'intero stadio

### Il Piazza D'Armi
La Nocerina ha iniziato la sua attività sportiva in un terreno di gioco realizzato nell'area del Campo o della Piazza D'Armi (che ha ospitato per secoli le esercitazioni dei militari della caserma borbonica).
Il terreno di gioco, inaugurato in occasione di un'amichevole con la FBC Pagani il 1º novembre 1914, ha rappresentato il primo campo di calcio regolamentare della provincia di Salerno.
Il Piazza D'Armi ha ospitato i molossi durante il primo anno in serie cadetta della loro storia, disputato nella stagione 1947/48.

### Il San Francesco d'Assisi
La struttura attuale è stata realizzata a partire dal 1970 nella stessa area del Piazza D'Armi. Alla cerimonia della posa della prima pietra, tenutasi l'8 aprile del 1970, furono invitati per un'amichevole i Campioni d'Italia del Cagliari di Gigi Riva.
L'impianto fu inaugurato nel 1973, in concomitanza col ritorno in Serie C della squadra.
Il nuovo stadio fu intitolato a San Francesco d'Assisi per la presenza in prossimità della struttura della chiesa di San Francesco al Campo (che appartiene tuttavia al comune di Nocera Superiore).
Dopo la promozione nella serie cadetta ottenuta nel 1978 lo stadio fu ampliato arrivando a essere omologato per 15.000 posti. Arrivò a superare tale capienza in occasione degli incontri col Genoa e la Sampdoria nel campionato di Serie B 1978-1979.
In occasione della Coppa Italia 1982-1983, il San Francesco ospitò la Fiorentina di Antognoni.
Nei lavori di ristrutturazione del 1986, viene realizzata la pista di atletica in tartan, che sostituisce quella in terra battuta e viene coperta la tribuna. Uno scompenso nei fondi fa decadere il progetto originale che prevedeva una copertura semicircolare e la stessa viene realizzata con un prefabbricato inelegante e non funzionale.
Nei primi anni '90, ha anche ospitato le gare interne della sezione calcistica della Libertas Alfaterna, militante all'epoca nel campionato di Eccellenza. 
Nel 2000 viene realizzato l'impianto di illuminazione e nel 2006 la Curva Nord (780 posti), che verrà inaugurata nel 2011, destinata al settore ospiti. Nello stesso anno lo stadio viene completamente numerato e la pista di atletica è realizzata ex novo.
Nel 2011, in occasione della nuova promozione della squadra alla serie cadetta, quindi in regola con il vigente regolamento di Serie B, vengono installati dei tornelli agli ingressi dei settori, viene inaugurata la curva nord, effettuato il rifacimento del manto erboso, ampliata la tribuna stampa, effettuate modifiche nella zona antistante la tribuna per ampliare gli spogliatoi riservati agli atleti e ai direttori di gara, ristrutturata la sala interviste dopo partita, creata la sala antidoping e modificata la palestra che viene trasferita negli spazi sotto la Tribuna.
Una delle modifiche più importanti per la sicurezza pubblica è stata la riunificazione del settore dei Distinti, in cui sono state rimosse le separazioni che dividevano i Distinti riservati ai locali dalla porzione di settore che accoglieva le tifoserie avversarie, ora trasferite nella Curva Nord. Tale divisione non aveva mai potuto garantire un'ampia sicurezza e si erano spesso verificati disagi causati dallo stretto contatto fra tifoserie opposte, che ha talvolta comportato, per motivi di ordine pubblico, il divieto dell'accesso all'intero settore delle tifoserie locali.
Nel 2019, dopo alcuni lavori di adeguamento, lo stadio ha ospitato alcune partite dei tornei di calcio maschile e femminile della XXX Universiade.

### L'impianto negato alla squadra
Un episodio singolare che riguarda l'impianto nocerino risale alla stagione 1991-1992, con la squadra militante nel campionato di Eccellenza campana. I tifosi, delusi ed esasperati dagli scarsi risultati, chiusero le porte del San Francesco, costringendo i calciatori e la società a terminare il campionato in un altro stadio (l'ex Alfaterno, oggi "Karol Wojtyła", di Nocera Superiore).

## Curiosità
- Il 17 gennaio 1927, il giovane sacerdote Giovanni Battista Montini (san Paolo VI, eletto Papa nel 1963) ha inaugurato presso l'allora Piazza D'Armi l'anno sociale della Federazione Universitaria Cattolica Italiana della quale era assistente ecclesiastico nazionale.[11]
- Salvo la parentesi post seconda guerra mondiale, quando lo stadio fu dichiarato inagibile e i rossoneri hanno disputato due stagioni presso il Campo Forino, i molossi hanno disputato tutti i campionati della loro storia sullo stesso terreno di gioco. Data questa continuità, il San Francesco rappresenta una dei terreni di gioco più longevi della nazione[12].
- Il 29 maggio 1947, il Piazza d'Armi ha ospitato una partita del Derby dello Stretto. Messina e Reggina vi giocarono lo spareggio per l'ammissione al girone finale della Serie C 1946-1947.
- Il 12 novembre 1990 lo stadio ha ospitato la visita del Papa san Giovanni Paolo II.
- Lo stadio è realizzato in località Grotti che deriva il nome alla presenza, nel sottosuolo, dell'anfiteatro dell'antica Nuceria (le cui cavee in passato sono state interpretate come cavità sotterranee naturali).
- Nel 2019 lo stadio ha ospitato alcune riprese della serie Amazon Prime Maradona: sogno benedetto[13], la struttura è stata usata per girare alcune scene ambientate allo stadio San Paolo, negli anni di Maradona al Napoli.[14]